# Coeficientes de Einstein
Os Coeficientes de Einstein, sejam eles Coeficiente A de Einstein ou Coeficiente B de Einstein, são usados para solucionar, calcular ou descrever os processos de emissão de fótons por átomos (ou moléculas). Foram introduzidos pelo físico alemão Albert Einstein em 1916.

## Descrição
Um átomo imaginado que se encontra num estado excitado (índice 2) tem a probabilidade de decair para um nível de energia inferior que chamaremos de E1, emitindo um fóton de energia {\displaystyle h\nu _{21}=E_{2}-E_{1}}, onde h é a Constante de Planck e v a frequência.
O coeficiente de Einstein de emissão espontânea, {\displaystyle A_{21}}, representa a probabilidade por unidade de tempo de que a transição ocorra espontaneamente. Este coeficiente é uma propriedade unicamente dos dois estados envolvidos .
Pode-se estimular a transição se passando um fóton com energia idêntica {\displaystyle E2-E1} próximo ao átomo excitado, tal transição é chamada de emissão estimulada. A probabilidade de emissão estimulada será {\displaystyle B_{21}u(\nu _{21})}, onde {\displaystyle u(\nu _{21})} é a densidade do Espectro de energia (volume/freqüência) da radiação eletromagnética na freqüência {\displaystyle \nu _{21}}, e {\displaystyle B_{21}}, é o coeficiente de Einstein de emissão estimulada. Notas-se neste processo que o fóton emitido pela estimulação é análogo ao fóton excitante, inclusive no que se refere à direção e ao sentido de propagação.
Ainda, o átomo em estudo no estado E1 tem a probabilidade de absorção dum fóton de energia {\displaystyle E2-E1} e ser excitado para o estado E2. Mas este processo de absorção obviamente depende de fótons disponíveis. Se houver fótons disponíveis para o processo, a probabilidade por unidade de tempo de ocorrência deste evento é calculada por {\displaystyle B_{12}u(\nu _{21})}, onde {\displaystyle B_{12}} é o coeficiente de absorção de Einstein.
Se houver um equilíbrio termodinâmico entre o sistema atômico e a radiação eletromagnética (radiação de cavidade), haverá relações entre os coeficientes {\displaystyle A_{21}}, {\displaystyle B_{21}} e {\displaystyle B_{12}}, esta relação foi matematicamente deduzida por Einstein:
{\displaystyle {\boldsymbol {B}}_{12}={\boldsymbol {B}}_{21}}
{\displaystyle {\frac {A_{21}}{B_{21}}}={\frac {8\pi h\nu _{21}^{3}}{c^{3}}}}
Existe igualdade entre os coeficientes de absorção e emissão. O átomo que se encontra em E2 terá a probabilidade espontaneamente ou estimuladamente de decair para o nível de menor energia E1. A razão entre as duas probabilidades depende da disponibilidade de fótons, {\displaystyle u(\nu _{12})}. Se houver equilíbrio térmico a razão será:
{\displaystyle {\frac {A_{21}}{B_{21}u(\nu _{21})}}=\mathrm {e} ^{h\nu _{21}/k_{\mathrm {B} }T}-1}

## Literatura
- Albert Einstein: Zur Quantentheorie der Strahlung. Physikalische Zeitschrift 18 (1917) 121-128; primeira edição em: Mitteilungen der Physikalischen Gesellschaft Zürich 18 (1916)